# State of the World
«State of the World» (с англ. — «Состояние мира») — песня американской певицы Джанет Джексон из её четвёртого студийного альбома Janet Jackson's Rhythm Nation 1814 (1989). Написана и спродюсирована дуэтом Джимми Джема и Терри Льюиса и самой исполнительницей. Композиция была вдохновлена новостными телевизионными сюжетами. Текст песни посвящён бездомным людям. Выпущена в качестве восьмого и последнего сингла из альбома 6 февраля 1991 года лейблом A&M Records.
«State of the World» не была выпущена как коммерческий сингл в США, что не позволило ей попасть в чарты Billboard Hot 100 и Hot R&B/Hip-Hop Songs. Однако песня смогла войти в первую десятку в хит-парадах Hot 100 Airplay и Hot Dance Club Songs, а также попала в чарты Австралии и Канады. Джексон исполнила композицию на ряде своих концертных туров.

## Предыстория и выпуск
После коммерческого успеха и хороших отзывов критиков на предыдущую работу певицы Control (1986), Джексон была заинтересована в том, чтобы продолжить писать песни самостоятельно и занять более важное место в процессе создания её нового альбома. Руководители лейбла A&M ожидали, что она продолжит развивать идеи, которые использовала на Control и советовали идею концептуального альбома под названием Scandal (с англ. — «Скандал»), который мог бы быть о семье Джексонов. Исполнительница написала песню «You Need Me», которая была адресована её отцу Джозефу, но не пожелала создавать альбом в таком ключе и предложила свою собственную концепцию. Она говорила, что «многие ожидали от меня второй Control, а это было как раз то, чего не хотела я. Мне нужно было делать то, во что я действительно верю и в чём я уверена». Значительное влияние на песню «State of the World» оказали новостные телевизионные сюжеты. Продюсер Джеймс «Джимми Джем» Харрис рассказывал: «У нас постоянной был включён телевизор, обычно на CNN… И я думаю социальный контекст таких песен, как „Rhythm Nation“, „State of the World“ и „The Knowledge“ навеян этим». Джем вспоминал, что, работая над «State of the World», команда хотела сделать что-то похожее на композицию Марвина Гэя «What's Going On». Хотя они и не надеялись достичь этого, но всё же хотели дать людям осознание происходящего так, чтобы они могли танцевать под этот трек. Выпущенный 6 февраля 1991 года, «State of the World» стал восьмым и последним синглом Джанет Джексон из альбома Rhythm Nation 1814. Песня была запущена в радиоротацию, но не была выпущена в США в качестве коммерческого сингла, так как руководители лейбла посчитали, что если она не будет доступна в продаже, но будет звучать на радио, это поспособствует продажам альбома.

## Особенности композиции
В альбоме «State of the World» предваряет 22-секундная интерлюдия «T.V.», в которой слышно, как зритель переключает кабельные каналы, на которых звучат такие фразы, как «проблема бездомных», «красивая внешность», «площадь Тяньаньмэнь», «соблазнительный», «число насильственных преступлений растёт» и «это так расстраивает». Текст песни посвящён бездомным. В треке звучат строчки «Drugs and crime spreadin' on the streets/People can't find enough to eat/Now our kids can't go out and play/That's the state of the world today» («Наркотики и преступность распространяются на улицах/Людям не хватает еды/Теперь наши дети не могут выйти и играть/Таково состояние мира сегодня»). По словам Джона Парелеса из The New York Times, Джексон старается сохранять оптимизм в отношении ситуации в мире: «Let's weather the storm together» («Давайте переживём бурю вместе»), в музыкальном плане он сравнил песню с музыкой Принса. В своей книге Born in the U.S.A.: The Myth of America in Popular Music from Colonial Times to the Present Тимоти Э. Шойрера отмечает, что певица «пытается донести послание надежды». По его словам, песня похожа на «медицинский диагноз, в котором Джексон предлагает образование как ключ к решению проблем». Журнал Pace описал песню как «агрессивную танцевальную атаку». Эрик Хендерсон из Slant Magazine отметил, что продюсеры «ослабили свои жёсткие ударные партии, уступив стандартному для нью-джека свинга „три на один“».

## Реакция критиков
Джон Парелес из The New York Times счёл, что «несмотря на банальный посыл, [песня] имеет чёткие грани и ракурсы». Закари Пауэлл из Sputnikmusic прокомментировал, что «„State of the World“ сохраняет оптимистический настрой, с которого начинается Rhythm Nation, но с более социально значимым поворотом. Он разделяет с предыдущим треком заводной ритм и танцевальность, но в лирическом плане меняет направление и показывает заботливую сторону Джанет Джексон». Журналист Los Angeles Times Деннис Хант заявил, что переход к социальным комментариям был сложным решением. Он отметил, что «State of the World» недостаточно интересна в музыкальном плане, чтобы нести своё послание.
В книге Michael Jackson: A Life in Music, посвящённой брату Джексон Майклу, Джефф Браун писал, что исполнительница, как и её брат, может в своих треках обращать внимание на социальные проблемы, но не предлагает никаких решений. В The New Rolling Stone Album Guide отмечалось, что «искренние призывы к расовому единству и туманные размышления о „состоянии мира“ не затмевают пульсирующий ритм других песен» альбома. Джонатан Ван Метер из Spin раскритиковал песню, заявив, что «State of the World», «Rhythm Nation» и «The Knowledge» образуют «трилогию в стиле Спайка Ли, которая становится ещё менее убедительной из-за утомительного хаус-ритма и этого неудачного, устаревшего бита на каждом четвертом такте». Алекс Хендерсон в обзоре альбома для сайта AllMusic назвал песню «тревожащей».

## Позиции в чартах и концертные исполнения
В США песня была выпущена только как радиосингл и поэтому не могла попасть в чарты Billboard Hot 100 и Hot R&B/Hip-Hop Songs. Тем не менее, она достигла пятой позиции в Billboard Hot 100 Airplay и девятой в Hot Dance Club Songs. По мнению писателя Фреда Бронсона, если композиция получила коммерческий релиз, она могла бы стать восьмым синглом из альбома, достигшим первой десятки в Hot 100. В Австралии песня выпущена как коммерческий сингл в июне 1991 года и достигла 94-й строчки ARIA Singles Chart в июле.
Джексон исполнила песню на своих турне Rhythm Nation World Tour (1990), State of the World Tour (2017—2019), A Special 30th Anniversary Celebration of Rhythm Nation (2019), Together Again (2023—2024), а также на концертной резиденции Metamorphosis (2019).

## Трек-лист
| №  | Название                                        | Длительность |
| -- | ----------------------------------------------- | ------------ |
| 1. | «State of the World» (LP version)               | 4:49         |
| 2. | «State of the World» (State of the World Suite) | 14:09        |

| №  | Название                                         | Длительность |
| -- | ------------------------------------------------ | ------------ |
| 1. | «State of the World» (LP version)                | 4:49         |
| 2. | «State of the World» (State of the House 7-inch) | 4:32         |

| №   | Название                                           | Длительность |
| --- | -------------------------------------------------- | ------------ |
| 1.  | «State of the World» (United Nations 7-inch)       | 4:20         |
| 2.  | «State of the World» (State of the House 7-inch)   | 4:32         |
| 3.  | «State of the World» (Third World 7-inch)          | 4:26         |
| 4.  | «State of the World» (LP version)                  | 4:49         |
| 5.  | «State of the World» (State of the House 12-inch)  | 4:59         |
| 6.  | «State of the World» (United Nations 12-inch)      | 7:50         |
| 7.  | «State of the World» (United Nations dub)          | 6:15         |
| 8.  | «State of the World» (United Nations instrumental) | 4:49         |
| 9.  | «State of the World» (Third World dub)             | 3:08         |
| 10. | «State of the World» (Third World instrumental)    | 4:47         |
| 11. | «State of the World» (Make a Change dub)           | 4:45         |
| 12. | «State of the World» (World Dance mix)             | 4:52         |
| 13. | «State of the World» (State of the World Suite)    | 14:09        |

## Участники записи
Данные из примечаний к альбому Janet Jackson's Rhythm Nation 1814.
Студии
- Песня записана и сведена в Flyte Tyme Studios (Миннеаполис, Миннесота).

Персонал
- Джанет Джексон — лид-вокал[англ.], бэк-вокал, автор песни, сопродюсер, клавишные, аранжировщик
- Джимми Джем — продюсер, автор песни, программирование клавишных и ударных, перкуссия, аранжировщик
- Терри Льюис — продюсер, автор песни, перкуссия, бэк-вокал, аранжировщик
- Рене Элизондо — младший[англ.] — бэк-вокал
- Стив Ходж — бэк-вокал, инженер записи и сведения
- Брайан Гарднер[англ.] — мастеринг

## Чарты
| Чарт (1991)                                  | Высшая позиция |
| -------------------------------------------- | -------------- |
| Австралия (ARIA)                             | 94             |
| Канада (RPM Top Singles)                     | 14             |
| Канада (The Record Contemporary Hit Radio)   | 11             |
| США (Billboard Radio Songs)                  | 5              |
| США (Billboard Dance Club Songs)             | 9              |
| США (Radio & Records Contemporary Hit Radio) | 4              |
| США (Radio & Records Urban Contemporary)     | 26             |

| Чарт (1991)                                  | Позиция |
| -------------------------------------------- | ------- |
| США (Radio & Records Contemporary Hit Radio) | 54      |

## История релиза
| Регион    | Дата           | Формат                      | Лейбл | И      |
| --------- | -------------- | --------------------------- | ----- | ------ |
| США       | 6 февраля 1991 | Радио                       | A&M   | [ 7 ]  |
| Япония    | 21 апреля 1991 | Макси-CD                    | A&M   | [ 37 ] |
| Австралия | 10 июня 1991   | 7-дюймовый винил CD кассета | A&M   | [ 21 ] |